# Iván Kaviedes
Jaime Iván Kaviedes Llorenty, né le 24 octobre 1977 à Santo Domingo (Équateur), est un footballeur équatorien. Il joue au poste d'attaquant avec l'équipe d'Équateur.

## Biographie
Ivan Kaviedes est élu "meilleur buteur mondial de la FIFA" en 1998 après avoir marqué 43 buts en championnat d'Équateur cette année-là avec le CS Emelec. Il marque le but qui offre à l'Équateur sa première participation à une Coupe du monde lors d'un match d'éliminatoires contre l'Uruguay en 2001 (1-1).

## Carrière

### En club
- 1998-1998 : CS Emelec - ( Équateur)
- 1998-1999 : Perugia -  ( Italie)
- 1999-2000 : Celta Vigo - ( Espagne)
- 1999-2000 : CF Puebla - ( Mexique)
- 2000-2001 : Real Valladolid  - ( Espagne)
- 2001-2002 : Celta Vigo - ( Espagne)
- 2001-2002 : FC Porto - ( Portugal)
- 2002-2002 : Barcelona SC - ( Équateur)
- 2002-2003 : Celta Vigo - ( Espagne)
- 2002-2003 : CF Puebla - ( Mexique)
- 2003-2003 : Deportivo Quito - ( Équateur)
- 2004-2005 : Crystal Palace - ( Angleterre)
- 2005-2006 : Argentinos Juniors – ( Argentine)
- 2006-2007 : El Nacional - ( Équateur)
- 2007-2008 : LDU Quito - ( Équateur)
- 2008-2009 : LDU Portoviejo - ( Équateur) (contrat invalidé par la Fédération)
- janvier 2009-décembre 2009 : sans club
- janvier 2010 : Deportivo Macará - ( Équateur)
- 2011 : El Nacional - ( Équateur)
- janvier 2012 : Deportivo Quito - ( Équateur)
- depuis février 2012 : Sociedad Deportiva Aucas - ( Équateur)

### En équipe nationale
Il a eu sa première cape en octobre 1998 à l'occasion d'un match contre l'équipe du Brésil.
En juin 2002, le sélectionneur Hernán Darío Gómez annonce qu'Ivan Kaviedes est retenu dans la liste des 23 joueurs pour jouer la Coupe du monde 2002 au Japon. Coupe du monde pour laquelle il avait qualifié son pays après un but décisif lors des derniers matches éliminatoires.
Quatre ans plus tard, il est de nouveau convoqué par Luis Fernando Suárez pour participer à la Coupe du monde 2006 en Allemagne avec l'Équateur. Lors de cette compétition, il célèbre un but en mettant un masque de Spider-Man, en hommage à Otilino Tenorio, joueur équatorien décédé peu de temps avant le Mondial et qui portait ce masque après chaque but marqué .

### En club
En 2001, il marque avec le Real Valladolid un retourné acrobatique contre le FC Barcelone. Ce but sera élu "but de l'année" en Espagne.

## Statistiques

### En sélection nationale
| Saison                | Sélection             | Phases finales        | Phases finales | Phases finales | Phases finales | Éliminatoires CDM | Éliminatoires CDM | Éliminatoires CDM | Matchs amicaux | Matchs amicaux | Matchs amicaux | Total | Total | Total |
| Saison                | Sélection             | Compétition           | M              | B              | Pd             | M                 | B                 | Pd                | M              | B              | Pd             | M     | B     | Pd    |
| --------------------- | --------------------- | --------------------- | -------------- | -------------- | -------------- | ----------------- | ----------------- | ----------------- | -------------- | -------------- | -------------- | ----- | ----- | ----- |
| 1998-1999             | Équateur              | Copa América 1999     | 3              | 2              | 0              | -                 | -                 | -                 | 3              | 0              | 0              | 6     | 2     | 0     |
| 1999-2000             | Équateur              | -                     | -              | -              | -              | 3                 | 0                 | 0                 | 3              | 3              | 0              | 6     | 3     | 0     |
| 2000-2001             | Équateur              | Copa América 2001     | -              | -              | -              | 5                 | 1                 | 1                 | 2              | 0              | 0              | 7     | 1     | 1     |
| 2001-2002             | Équateur              | Coupe du monde 2002   | 2              | 0              | 0              | 5                 | 2                 | 0                 | 3              | 2              | 0              | 10    | 4     | 0     |
| 2002-2003             | Équateur              | -                     | -              | -              | -              | -                 | -                 | -                 | 3              | 1              | 0              | 3     | 1     | 0     |
| 2003-2004             | Équateur              | Copa América 2004     | -              | -              | -              | 1                 | 0                 | 0                 | -              | -              | -              | 1     | 0     | 0     |
| 2004-2005             | Équateur              | -                     | -              | -              | -              | 4                 | 1                 | 0                 | 3              | 0              | 0              | 7     | 1     | 0     |
| 2005-2006             | Équateur              | Coupe du monde 2006   | 4              | 1              | 1              | 0                 | 0                 | 0                 | 6              | 1              | 0              | 10    | 2     | 1     |
| 2006-2007             | Équateur              | Copa América 2007     | -              | -              | -              | -                 | -                 | -                 | 3              | 0              | 0              | 3     | 0     | 0     |
| 2007-2008             | Équateur              | -                     | -              | -              | -              | 2                 | 2                 | 0                 | -              | -              | -              | 2     | 2     | 0     |
| 2009-2010             | Équateur              | -                     | -              | -              | -              | -                 | -                 | -                 | 2              | 0              | 0              | 2     | 0     | 0     |
| 2011-2012             | Équateur              | -                     | -              | -              | -              | -                 | -                 | -                 | 2              | 0              | 0              | 2     | 0     | 0     |
| Total sur la carrière | Total sur la carrière | Total sur la carrière | 9              | 3              | 1              | 20                | 6                 | 1                 | 27             | 7              | 0              | 56    | 16    | 2     |

## Palmarès
- 53 sélections en équipe nationale (17 buts)
- Meilleur buteur mondial de l'année de première division en 1998